# Ginger Reyes

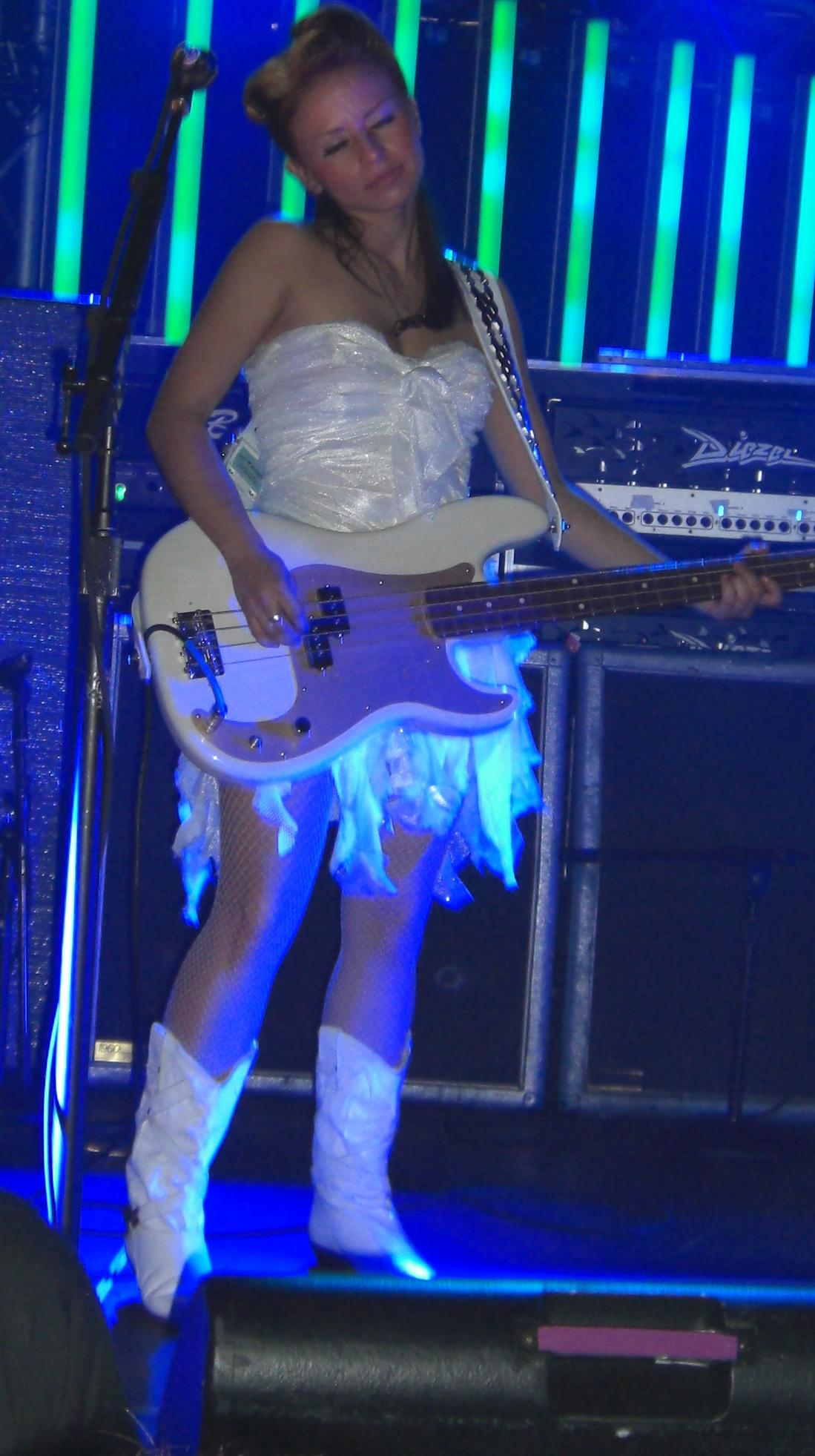

Ginger Reyes nasceu em Long Beach na Califórnia nos EUA no dia 22 de abril de 1980. Foi baixista da banda Halo Friendlies e tocou até o ano de 2010 sendo baixista na banda norte americana The Smashing Pumpkins.